# 许钧 (翻译家)
许钧（1954年9月—），男，浙江龙游人，中国法语翻译家，现任浙江大学文科资深教授，教育部长江学者特聘教授，中国翻译协会常务副会长。